# Дводишні
Дводишні риби (Dipnoi, або Dipneustomorpha) — інфраклас (або надряд) лопатеперих риб.
Відомі із середнього девону, були численні до пермського періоду.
Для дводишних риб характерна аутостилія. Зуби зазвичай у виді двох масивних пластин. Тазовий пояс з однієї пластинки. Парні плавці з довгою сегментованою віссю. У дводишних риб крім зябрового дихання є ще легеневе (великий комірчастий плавальний міхур перетворений в одну або дві «легені» — служить для дихання атмосферним повітрям). Є «легеневий» кровообіг; передсердя частково розділене на праву і ліву частини. Хорда зберігається протягом усього життя, не розвиваються тіла хребців.
2 ряди, 21 родина. Більшість вимерла (у тому числі диптери). Сучасні дводишні риби представлені 6 реліктовими видами з 3 родин. Живуть у прісній воді.
Єдиний вид рогозубоподібних (Ceratodontiformes) — рогозуб (Neoceratodus forsteri) — живе на мілководдях у північно-східній Австралії. Довжина до 175 см, тіло товсте, луска велика, парні плавці листоподібні, плавальний міхур непарний.
У лусковикоподібних (Lepidosireniformes) подовжене тіло, дрібна луска, парні плавці джгутоподібні, плавальний міхур («легеня») парний.
Протоптери (Protopterus, 4 види) живуть у водах тропічної Африки; довжина від 30 см до 2 м, іноді більше. Під час посухи в пересохлих водоймах впадають у сплячку (нерідко тривалу), яку проводять в норах, виритих у ґрунті.
Подібним чином поводиться лусковик, або лепідосирен (Lepidosiren paradoxa), що живе в басейні Амазонки. Живляться безхребетними, рибами, земноводними. Нерест у період дощів, ікра донна.
Протоптери і лусковик — об'єкти місцевого промислу. Рогозуб в Австралії — об'єкт охорони. Деколи дводишних утримують в акваріумах.

## Анатомія і морфологія
Всі дводишні мають неперервну хрящову хорду і добре розвинені піднебінні зуби. Базальні («примітивні») дводишні можуть зберегти маргінальні зуби і окостенілу черепну кришку. Кістки верхньої частини черепа в примітивного дводишного покриті мінералізованою тканиною під назвою космін, але в пост-девонських дводишних верхня частина черепа лежить під шкірою і мінералізована тканина втрачається. Всі сучасні дводишні демонструють значне зниження злиття кісток верхньої частини черепа, а його специфічні кістки не показують гомології з кістами черепа променеперих або тетрапод. Під час сезону розмноження в американських дводишних розвивається пара перистих придатків, які є високо модифікованими черевними плавниками. Вважають, що ними риби сприяють поліпшенню газообміну навколо яєць у гнізді.
Завдяки конвергентній еволюції у дводишних розвивалися внутрішні ніздрі, аналоги хоан чотириногих. Також вони мають мозок з певною схожістю до мозку безпанцирних земноводних (за винятком рогозуба, еволюційна лінія якого відгалужується близько 277 мільйонів років тому і мозок якого більш подібний до мозку латимерій).
Зубний набір дводишних відрізняється від будь-якого іншого виду групи. Шкірні зуби на піднебінні і нижній щелепі розвиваються серією рядків, щоб сформувати віялоподібну оклюзію поверхні. Ці шкірні зуби потім носять з утворенням однорідної робочої поверхні. У кількох групах, в тому числі у сучасних лусковикоподібних, ці гребені були модифіковані з утворенням лез, що стуляються.
Сучасні дводишні мають ряд личинкових ознак, які свідчать про неотенію. Вони також демонструють найбільший геном серед хребетних.
У сучасних дводишних тіло подовжене з м'ясистими, зв'язаними грудними і черевними плавниками, і одного непарного хвостового плавника, який заміняє спинний, хвостовий і анальний плавники у більшості риб.

## Таксономія
```
Підклас
 
Лопатепері
 (Sarcopterygii)

Ряд
 
Дводишні
 (Dipnoi)
|--†
Родина
 
Diabolichthyidae

| ┌--†Родина 
Uranolophidae

| |  __,--†Родина 
Speonesydrionidae

└|-|   '--†Родина 
Dipnorhynchidae

   |     ,--†Родина 
Stomiahykidae

   └---|__ ,--†Родина 
Chirodipteridae

          |     '--†Родина 
Holodontidae

          |------†Родина 
Dipteridae

          |  __┌-†Родина 
Fleurantiidae

          └-|  '--†Родина 
Rhynchodipteridae

            └--†Родина 
Phaneropleuridae

                |--†Родина 
Ctenodontidae

                └-| 
                  |--†Родина 
Sagenodontidae

                  └--|--†Родина 
Gnathorhizidae

                     └--
Ряд
 
Рогозубоподібні
 (Ceratodontiformes)
                           |--†Родина 
Asiatoceratodontidae

                           |--†Родина 
Ptychoceratodontidae

                           |--Родина 
Рогозубові
 (Ceratodontidae)
                           |  |--
Рід
 
Ceratodus

                           |  └--†
Рід
 
Metaceratodus

                           └--†Родина 
Neoceratodontidae

                                 | |'--†
Рід
 
Mioceratodus

                                 | └--
Рід
 
Neoceratodus

                                 └--
Ряд
 
Лусковикоподібні
 (Lepidosireniformes)
                                        '--Родина 
Lepidosirenidae

                                        └--Родина 
Protopteridae
```